# Callitomis gigas
Callitomis gigas là một loài bướm đêm thuộc phân họ Arctiinae, họ Erebidae.